# Hurontario-Linie
| Streckenlänge: | 18 km                |                                 |                                 |
| Spurweite: | 1435 mm (Normalspur) |                                 |                                 |
| Stromsystem: | 750 V =              |                                 |                                 |
| Zweigleisigkeit: | ja                   |                                 |                                 |
| |                      |                                 |                                 |
| \| \| \| Brampton Gateway \| \| \| \| County Court \| \| \| \| Ray Lawson \| \| \| \| Highway 407 \| \| \| \| Depot \| \| \| \| Derry \| \| \| \| Courtneypark \| \| \| \| Highway 401 \| \| \| \| Britannia \| \| \| \| Matheson \| \| \| \| Bristol \| \| \| \| Eglinton & Hurontario \| \| \| \| Highway 403 \| \| \| \| Mississauga City Centre \| \| \| \| Mississauga Transitway \| \| \| \| Robert Speck \| \| \| \| Burnhamthorpe \| \| \| \| Fairview \| \| \| \| Cooksville \| \| \| \| GO Transit Milton-Linie \| \| \| \| Dundas & Hurontario \| \| \| \| Queensway \| \| \| \| North Service \| \| \| \| Queen Elizabeth Way \| \| \| \| Mineola \| \| \| \| GO Transit Lakeshore-West-Linie \| \| \| \| Port Credit \| |                      |                                 |                                 |
| |                      | Brampton Gateway                |                                 |
| U-Bahn-Haltepunkt / Haltestelle (Strecke außer Betrieb) |                      | County Court                    | County Court                    |
| U-Bahn-Haltepunkt / Haltestelle (Strecke außer Betrieb) |                      | Ray Lawson                      | Ray Lawson                      |
| U-Bahn-Brücke (Strecke außer Betrieb) |                      | Highway 407                     | Highway 407                     |
| U-Bahn-Abzweig geradeaus, nach links und von links (Strecke außer Betrieb) · U-Bahn-Betriebs-/Güterbahnhof Streckenende und quer (Strecke außer Betrieb) |                      | Depot                           | Depot                           |
| U-Bahn-Haltepunkt / Haltestelle (Strecke außer Betrieb) |                      | Derry                           | Derry                           |
| U-Bahn-Haltepunkt / Haltestelle (Strecke außer Betrieb) |                      | Courtneypark                    | Courtneypark                    |
| U-Bahn-Brücke (Strecke außer Betrieb) |                      | Highway 401                     | Highway 401                     |
| U-Bahn-Haltepunkt / Haltestelle (Strecke außer Betrieb) |                      | Britannia                       | Britannia                       |
| U-Bahn-Haltepunkt / Haltestelle (Strecke außer Betrieb) |                      | Matheson                        | Matheson                        |
| U-Bahn-Haltepunkt / Haltestelle (Strecke außer Betrieb) |                      | Bristol                         | Bristol                         |
| U-Bahn-Haltepunkt / Haltestelle (Strecke außer Betrieb) |                      | Eglinton & Hurontario           | Eglinton & Hurontario           |
| U-Bahn-Brücke (Strecke außer Betrieb) |                      | Highway 403                     | Highway 403                     |
| U-Bahn-Betriebs-/Güterbahnhof Streckenanfang und quer (Strecke außer Betrieb) · U-Bahn-Abzweig geradeaus, nach rechts und von rechts (Strecke außer Betrieb) |                      | Mississauga City Centre         | Mississauga City Centre         |
| U-Bahn-Kreuzung geradeaus oben (Strecken außer Betrieb) |                      | Mississauga Transitway          | Mississauga Transitway          |
| U-Bahn-Haltepunkt / Haltestelle (Strecke außer Betrieb) |                      | Robert Speck                    | Robert Speck                    |
| U-Bahn-Haltepunkt / Haltestelle (Strecke außer Betrieb) |                      | Burnhamthorpe                   | Burnhamthorpe                   |
| U-Bahn-Haltepunkt / Haltestelle (Strecke außer Betrieb) |                      | Fairview                        | Fairview                        |
| U-Bahn-Haltepunkt / Haltestelle (Strecke außer Betrieb) |                      | Cooksville                      | Cooksville                      |
| U-Bahn-Kreuzung mit Eisenbahn geradeaus unten (Strecke geradeaus außer Betrieb) |                      | GO Transit Milton-Linie         | GO Transit Milton-Linie         |
| U-Bahn-Haltepunkt / Haltestelle (Strecke außer Betrieb) |                      | Dundas & Hurontario             | Dundas & Hurontario             |
| U-Bahn-Haltepunkt / Haltestelle (Strecke außer Betrieb) |                      | Queensway                       | Queensway                       |
| U-Bahn-Haltepunkt / Haltestelle (Strecke außer Betrieb) |                      | North Service                   | North Service                   |
| U-Bahn-Strecke mit Straßenbrücke (Strecke außer Betrieb) |                      | Queen Elizabeth Way             | Queen Elizabeth Way             |
| U-Bahn-Haltepunkt / Haltestelle (Strecke außer Betrieb) |                      | Mineola                         | Mineola                         |
| U-Bahn-Kreuzung mit Eisenbahn geradeaus unten (Strecke geradeaus außer Betrieb) |                      | GO Transit Lakeshore-West-Linie | GO Transit Lakeshore-West-Linie |
| |                      | Port Credit                     |                                 |

Die Hurontario-Linie (offiziell Hazel McCallion Line, in der Bauphase auch als Hurontario LRT bekannt) ist eine in Bau befindliche Stadtbahn-Strecke in den Städten Mississauga und Brampton in der kanadischen Provinz Ontario. Sie wird in Nord-Süd-Richtung von der Station Port Credit GO (GO Transit) im Stadtbezirk Port Credit (Mississauga) entlang der Hauptverkehrsachse Hurontario Street bis zum Brampton Gateway Terminal in der Stadt Brampton führen. Die Strecke wird 18 Kilometer lang sein und 19 Haltestellen haben. Die Bauarbeiten begannen im Jahr 2020; die Eröffnung war im Jahr 2024 geplant. Im Jahr 2025 waren die Bauarbeiten jedoch noch im Gange und es wurde noch kein offizielles Eröffnungsdatum bekannt gegeben.
Besitzer ist die Verkehrsplanungsgesellschaft Metrolinx, eine Agentur der Provinzregierung von Ontario. Metrolinx hat das Konsortium Mobilinx mit der Planung, dem Bau, der Finanzierung, dem Betrieb und dem Erhalt der Strecke beauftragt. Als Betreiber ist die Transdev (ein Mitglied von Mobilinx) vorgesehen.
Bei der Eröffnung wird die Linie in „Hazel McCallion Line“ umbenannt. Hazel McCallion ist die ehemalige Bürgermeisterin der Stadt Mississauga, und die Provinz Ontario gab die Umbenennung der Linie an ihrem 101. Geburtstag bekannt.

## Haltestellen
| Haltestelle             | Kreuzung                            | Stadt       | Anmerkung                                    |
| ----------------------- | ----------------------------------- | ----------- | -------------------------------------------- |
| Brampton Gateway        | Steeles Avenue                      | Brampton    | Brampton Gateway Terminal                    |
| County Court            | Sir Lou Drive – County Court        | Brampton    |                                              |
| Ray Lawson              | Ray Lawson Boulevard – County Court | Brampton    |                                              |
| Derry                   | Derry Road                          | Mississauga |                                              |
| Courtneypark            | Courtneypark Drive                  | Mississauga |                                              |
| Britannia               | Britannia Road                      | Mississauga |                                              |
| Matheson                | Matheson Boulevard                  | Mississauga |                                              |
| Bristol                 | Bristol Road                        | Mississauga |                                              |
| Eglinton & Hurontario   | Eglinton Avenue                     | Mississauga |                                              |
| Mississauga City Centre | Station Gate Road                   | Mississauga | Mississauga Transitway, City Centre Terminal |
| Robert Speck            | Robert Speck Parkway                | Mississauga |                                              |
| Burnhamthorpe           | Burnhamthorpe Road                  | Mississauga |                                              |
| Fairview                | Central Parkway                     | Mississauga |                                              |
| Cooksville              | John Street                         | Mississauga | Cooksville GO Station                        |
| Dundas & Hurontario     | Dundas Street                       | Mississauga |                                              |
| Queensway               | The Queensway                       | Mississauga |                                              |
| North Service           | North Service Road                  | Mississauga |                                              |
| Mineola                 | Mineola Road                        | Mississauga |                                              |
| Port Credit             |                                     | Mississauga | Port Credit GO Station                       |

### Umsteigemöglichkeiten
An den meisten Haltestellen entlang der Hurontario-Linie wird es Umsteigemöglichkeiten zu den Bussen von Brampton Transit in Brampton und MiWay in Mississauga geben. Es gibt zwei Busstationen entlang der Strecke. Der Brampton Gateway Terminal wird von den Bussen von Brampton Transit und der Mississauga City Centre Terminal von den Bussen von MiWay und GO Transit bedient. Der Mississauga City Centre Terminal ist auf dem Mississauga Transitway (Bus Rapid Transit).
Es gibt zwei Stationen von GO Transit bei den Haltestellen Port Credit und Cooksville. Die Station Port Credit GO ist auf der Lakeshore-West-Linie und die Station Cooksville GO ist auf der Milton-Linie. An beiden Stationen gibt es Nahverkehrszüge und Busse von GO Transit, und auch die Busse von MiWay. Die Station Port Credit GO befindet sich neben der künftigen Stadtbahnhaltestelle, aber die Cooksville GO Station liegt 200 Meter östlich der gleichnamigen Stadtbahnhaltestelle.

## Strecke
Die Hurontario-Linie ist eine 18 Kilometer lange Stadtbahnstrecke entlang der Hurontario Street. Die Strecke wird meistens einen eigenen Gleiskörper in der Mitte der Hurontario Street haben.
Port Credit, die südliche Endstation der Stadtbahnstrecke, wird an der Westseite der Hurontario Street neben der Station Port Credit GO liegen. Diese Station wird von Nahverkehrszügen von GO Transit auf der Lakeshore-West-Linie bedient.
Zwischen den Haltestellen Robert Speck und Eglinton & Hurontario liegt die Trasse auf der Westseite der Hurontario Street und wird den Highway 403 (eine Autobahn) auf einer eigenen Brücke überqueren. Auf der Südseite der Brücke wird ein Abzweig zur Haltestelle Mississauga City Centre am Ende eines Streckenasts führen. Mississauga City Centre ist die einzige Haltestelle, die nicht an der Hauptstrecke entlang der Hurontario Street liegen wird.

## Betrieb
Die Taktfolge der Stadtbahn wird während der Hauptverkehrszeiten 7,5 Minuten betragen.
Metrolinx hat 62 niederflurige Stadtbahnwagen des Typs Citadis Spirit von Alstom zu einem Preis von 528 Millionen CAD bestellt, von denen 44 Stück für dieses Projekt vorgesehen sind, während die anderen 18 seit Juli 2021 zur Finch-West-Linie geliefert werden. Jede Zugeinheit hat 120 Sitzplätze und eine Kapazität für 336 Fahrgäste. Jedes Fahrzeug ist 48,4 m lang.
Nördlich der Haltestelle Derry und südlich des Highway 407 liegt der Betriebsbahnhof der Linie. Auf dem Edwards Boulevard und dem Topflight Drive wird es ein Verbindungsgleis zwischen dem Depot und der Hauptstrecke geben. Das Depot wird eine Kapazität für 42 Stadtbahnfahrzeuge haben. Es wird 4 Gleise in der Remise und 12 Außengleise geben.